# Letiště Hradec Králové
Letiště Hradec Králové (ICAO: LKHK) je veřejné vnitrostátní a neveřejné mezinárodní letiště v okrese Hradec Králové v Královéhradeckém kraji. Leží 4 km severovýchodně od centra Hradce Králové, mezi jeho částmi Pouchov a Rusek, v katastrálních územích Pouchov, Rusek a Věkoše. Má jednu betonovou a jednu travnatou vzletovou a přistávací dráhu. Provozovatelem letiště je společnost Letecké služby Hradec Králové, jejímž vlastníkem je město Hradec Králové.

## Historie
V roce 1926 byla v Hradci Králové založena Masarykova letecká liga za přímé podpory starosty města Františka Ulricha. Ten jednal s armádou o vybudování letiště se smíšeným vojenským a civilním provozem. Dne 15. září 1927 byla výstavba letiště schválena. První vojenskou leteckou jednotkou dislokovanou na letišti byl Letecký pluk č. 4. Od roku 1929 byly na letišti pořádány letecké dny.
Zpevněnou dráhu letiště získalo za dob německé okupace, kdy letiště sloužilo pro výcvik německé Luftwaffe. Další modernizace se uskutečnila v 50. letech 20. století.
V říjnu 2010 zde byl testován provoz dopravního letounu Boeing 737-300, který poskytla společnost Czech Connect Airlines.

## Popis
Provozovatelem letiště je společnost Letecké služby Hradec Králové a.s. Letiště disponuje dvěma vzletovými a přistávacími drahami, betonovou 15L/33R o délce 2400 m a šířce 60 m a travnatou 15R/33L o délce 800 m a šířce 25 m. Letiště je schopno provozovat lety VFR ve dne i v noci.

## Statistika pohybů
Statistika pohybů od roku 2006 do roku 2017:
ACFT = pohyby letadel
ULL = pohyby ultralehkých letadel
INLT = mezinárodní
| Rok  | ACFT DOM | ACFT INTL | ULL  | ULL INTL | Celkem   |
| ---- | -------- | --------- | ---- | -------- | -------- |
| 2006 | 13 820   | 391       | 3289 | 3289     | 17 500   |
| 2007 | 17 990   | 428       | 3976 | 3976     | ▲ 22 394 |
| 2008 | 22 388   | 266       | 3740 | 48       | ▲ 26 128 |
| 2009 | 18 534   | 381       | 4591 | 75       | ▼ 23 125 |
| 2010 | 17 332   | 485       | 5292 | 28       | ▼ 22 624 |
| 2011 | 23 195   | 592       | 5508 | 65       | ▲ 28 703 |
| 2012 | 22 128   | 583       | 6295 | 41       | ▼ 28 423 |
| 2013 | 23 430   | 403       | 5448 | 52       | ▲ 28 878 |
| 2014 | 25 729   | 540       | 4284 | 90       | ▲ 30 013 |
| 2015 | 36 769   | 556       | 5482 | 125      | ▲ 42 241 |
| 2016 | 65 112   | 661       | 5846 | 127      | ▲ 70 872 |
| 2017 | 72 763   | 785       | 4614 | 134      | ▲ 77 376 |

## Ve filmu
V roce 2017 se na letišti natáčel celovečerní film Davida Baldy Narušitel. Filmaři letiště využili mimo jiné k natočení scény, ve které startuje MiG-15 proti narušiteli československé státní hranice.

## Galerie

Letecký pohled na letiště Hradec Králové
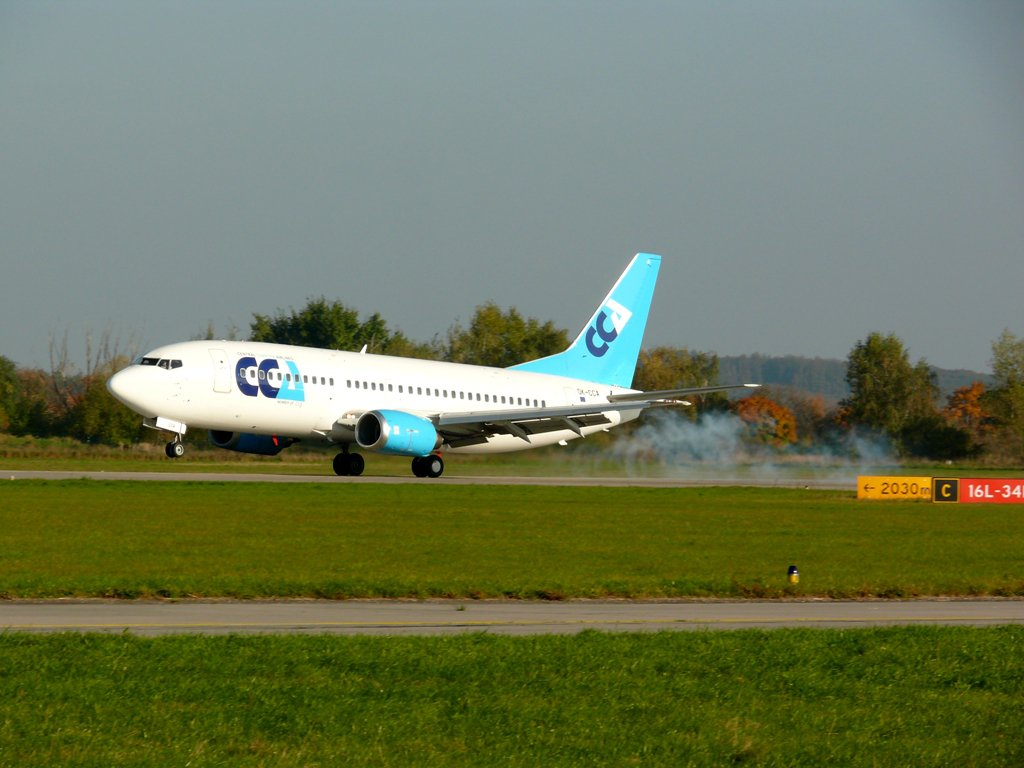
Boeing 737-300 společnosti Czech Connect Airlines na zkoušce v Hradci Králové (říjen 2010)
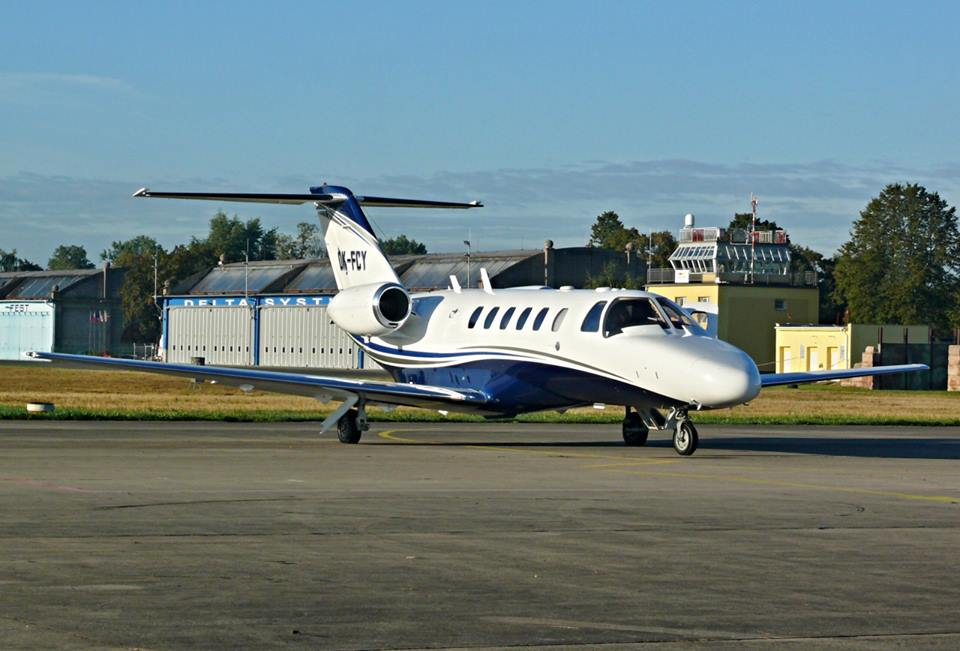
Business jet společnosti Silesia Air v roce 2014
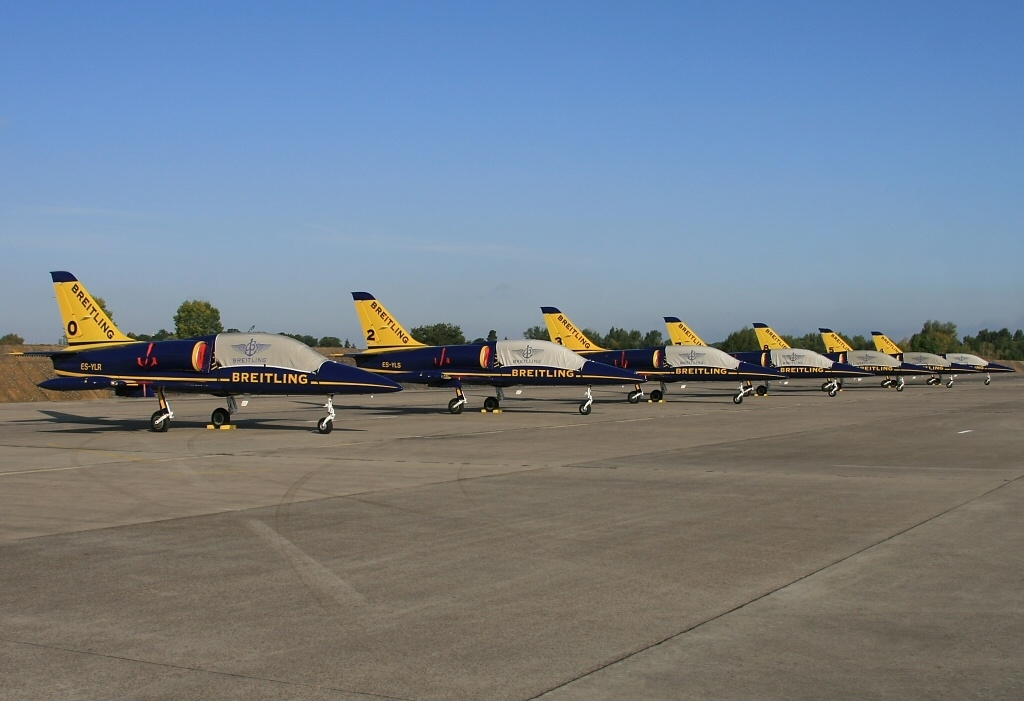
Letouny Aero L-39C Albatros akrobatického týmu Breitling Jet Team v roce 2009